# Cephalodella mucosa
Cephalodella mucosa är en hjuldjursart som beskrevs av Myers 1934. Cephalodella mucosa ingår i släktet Cephalodella och familjen Notommatidae. Inga underarter finns listade i Catalogue of Life.